# Hussong's

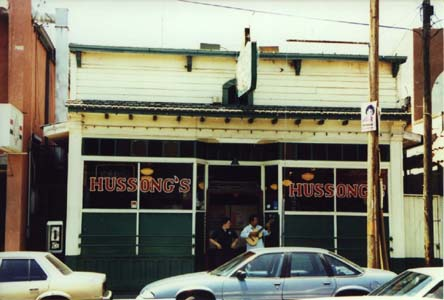
Imagen de la Cantina Hussong's (1999)

Hussong's es el nombre de la cantina más antigua y más conocida de Ensenada, Baja California, México. Es también la cantina más vieja de la región de las Californias que comprende a los Estados Unidos y México. 
La cantina original está localizada en Ensenada, Baja California, y fue establecida en 1892. La segunda de éstas se abrió en enero de 2009 en Las Vegas, Nevada en los Estados Unidos.
Fue en el Hussong's donde se inventó la Margarita en octubre de 1941 por el bartender Carlos Orozco, logrando la mezcla de partes iguales de tequila, Damiana (en la actualidad se usa Cointreau) y lima o limón, servida sobre hielo en un vaso de sal con montura. Dicha bebida fue creada en honor de Margarita Henkel, hija del embajador alemán en México.

## Historia
El fundador del Hussong’s, John Hussong (nacido como “Johann”), nació en Forhsam, Alemania en 1863. Johann emigró a los Estados Unidos desde Alemania en 1888, y cambió su nombre a John.  En 1889, el descubrimiento de oro al sur de la frontera atrajo a John a Ensenada. donde subsistía de la caza y comerciando suministros al norte y sur de la costa de la Baja California. En junio de 1891, durante una expedición a El Arco, el carruaje de John se volteó y su acompañante, Newt House, se fracturó la pierna.  John llevó a Newt a recuperarse al bar de Meiggs, que en aquel entonces, era el único abrevadero de Ensenada.  Dos días después de que John y Newt arribaron al bar, Meiggs atacó a su esposa con un hacha. Cuando Meiggs fue enviado a prisión, su esposa se fue a California.  Al salir de la cárcel, Meiggs fue en busca de su esposa, y le pidió a John se encargase del bar hasta su regreso. Meiggs y su esposa nunca regresaron.
Después de estar manejando el bar por poco menos de un año, John adquirió y remodeló el edificio de enfrente, que en aquel entonces era una parada obligada de autobús entre la ruta de Los Ángeles y Ensenada. En 1892 obtuvo una licencia para la venta de alcohol y comenzó a operar el John Hussong Bar (Bar de John Hussong). Su licencia aún es la número #002 y el edificio aún está localizado en la Avenida Ruiz, donde hoy en día, el Hussong’s se mantiene en el edificio original donde fue establecido. Ha cambiado poco desde su apertura.

## Actualidad
El Hussong's ofrece Dos por uno en cervezas todos los jueves. Otras noches el Hussong's atrae a los clientes con música en vivo, bebidas preparadas o sus "canastas de botanas".
Es un sitio obligado para los residentes locales que terminan o empiezan una gran fiesta dentro de esta cantina, es común ver dos recién casados festejando su boda con todos los invitados antes de irse al salón o terminar cantando al ritmo del mariachi entre turistas y locales, todos abrazados empinando la botella, esta cantina tiene algo que una moderna no podría ofrecer... memorias que duran toda la vida.